# Kibu Patera
Kibu Patera est une possible caldeira cryovolcanique située sur le satellite Triton de la planète Neptune, par 10,5° N et 43° E.

## Géographie et géologie
Située en bordure nord-est de Cipango Planum, région évoquant une plaine de « cryolave », Kibu Patera se présente comme une petite cavité d'effondrement semble-t-il assez profonde — à l'échelle de Triton, où les reliefs sont toujours très peu marqués — marquée par un bourrelet étroit et haut la bordant au nord-est, à l'opposé de Cipango. Elle semble être reliée à Leviathan Patera par une fissure visible par endroits au fond des dépressions formées par Kraken Catena, et pouvant être interprétée comme la manifestation d'un rift.
L'ensemble évoque une petite caldeira asymétrique dont pourrait être issu le matériau recouvrant la moitié orientale de Cipango, (à) l'occasion d'un cryovolcanisme fissural.